# Bataille de Hakodate
Debout (de gauche à droite) : Cazeneuve, Marlin, Tokinosuke Fukushima et Fortant.
Guerre de Boshin
La bataille de Hakodate (函館戦争, Hakodate Sensō) est l'affrontement final de la guerre de Boshin au Japon. Elle s'est déroulée du 20 octobre 1868 au 17 mai 1869 et a vu s'opposer les restes de l'armée du shogunat Tokugawa, consolidés par les troupes de la république d'Ezo, aux armées du récent gouvernement impérial (composé principalement de forces des domaines de Chōshū et de Satsuma). Elle a eu lieu près de la ville de Hakodate sur l'île de Hokkaidō. En japonais, elle est également nommée « bataille du Goryokaku » (五稜郭の戦い, Goryokaku no tatakai).
Il y avait également un groupe de conseillers militaires français, membres de la première mission militaire française au Japon, qui avaient formé les troupes du Shogun en 1867-1868, dirigés par Jules Brunet.

## Contexte
La guerre de Boshin, entre les troupes favorables à la restauration de l'empereur et le shogunat Tokugawa, éclata en 1868. Le gouvernement de Meiji a défait les forces du shogun à la bataille de Toba-Fushimi et a occupé la capitale de ce dernier, Edo.
Takeaki Enomoto, vice-commandant de la marine du Shogunat, a refusé de remettre sa flotte au nouveau gouvernement et a quitté Shinagawa le 20 août 1868 avec quatre navires de guerre (le Kaiyō Maru, le Kaiten (en), le Banryū (en) et le Chiyodagata (en)), quatre navires de transport (le Kanrin Maru, le Mikaho (en), le Shinsoku (en) et le Chōgei (en)), 2 000 marins, 36 membres du Yugekitai dirigés par Hachiro Iba, plusieurs fonctionnaires de l'ancien bakufu dont le vice-commandant en chef de l'armée du Shogunat Taro Matsudaira, Saburozuke Nakajima et des membres de la première mission militaire française au Japon, dirigée par Jules Brunet.
Le 21 août, la flotte rencontra un ouragan au large de Chōshi. Le Mikaho coula et le Kanrin Maru fut gravement endommagé, forcé de rallier la côte où il fut capturé à Shimizu.

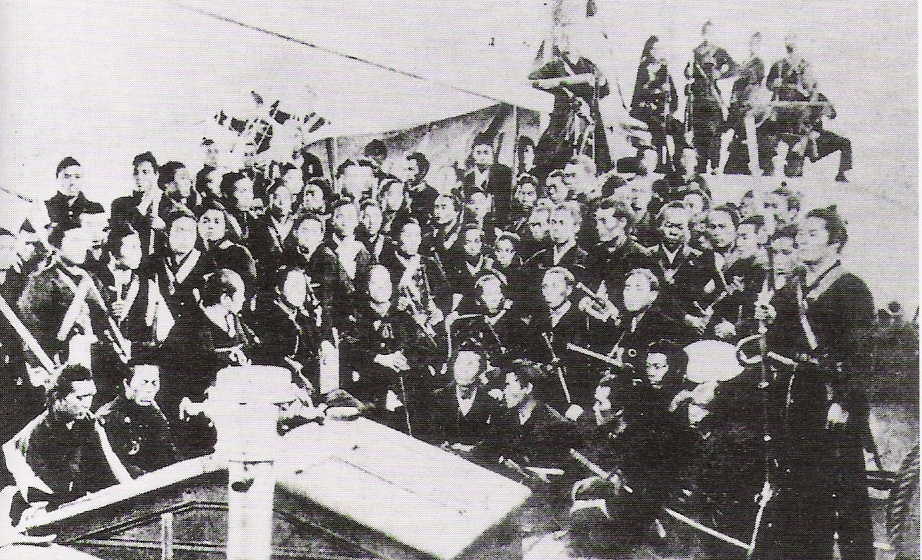
Les troupes rebelles du bakufu s'apprêtant à partir pour Hokkaidō.

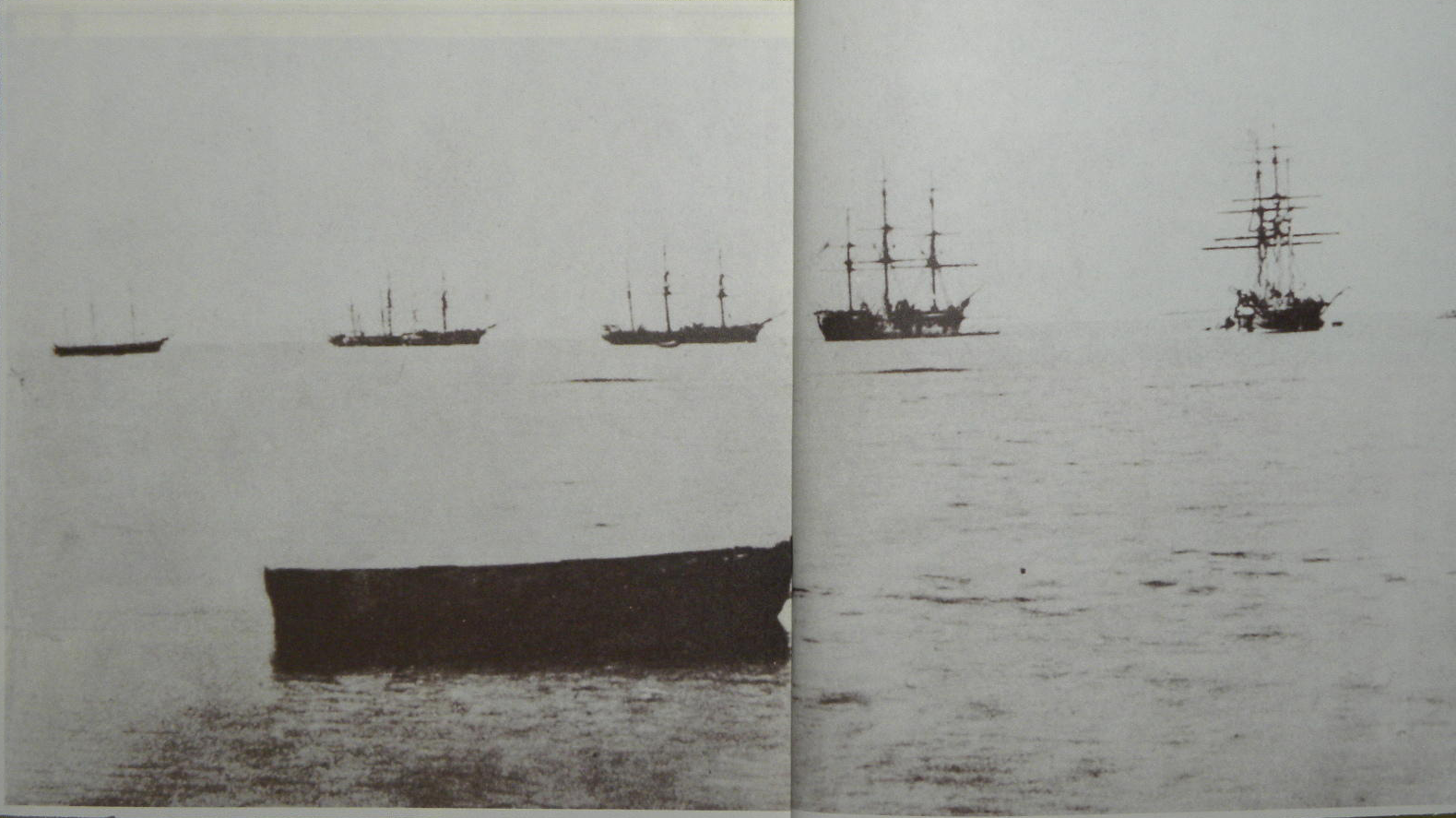
Partie de la flotte de Takeaki Enomoto au large de Shinagawa. De gauche à droite : le Kaiten, le Kaiyō Maru, le Kanrin Maru, le ', le '. Le ' et le ' sont absents de cette photographie de 1868.

Le reste de la flotte a atteint le port de Sendaï le 26 août, un des centres de l'« alliance du Nord » (奥羽越列藩同盟), composé des fiefs de Sendaï, de Yonezawa, d'Aizu, de Shōnai et de Nagaoka.
Les troupes impériales ont progressé vers le nord. Elles ont pris le château d'Aizuwakamatsu, rendant Sendaï trop vulnérable pour les rebelles qui quittèrent la ville le 12 octobre 1868. La flotte en partance venait d'acquérir deux nouveaux bateaux, l'Oe et le Hōō-Maru, fournis par le domaine de Sendaï, et environ 1 000 soldats supplémentaires : des anciens de l'armée du Bakufu dirigés par Keisuke Otori, des troupes du Shinsen Gumi commandées par Toshizo Hijikata, des Yugekitai guidés par Hitomi Katsutaro, ainsi que plusieurs conseillers militaires français (Arthur Fortant, Jean Marlin, François Bouffier, Garde).

## La bataille

### Occupation du Sud de Hokkaidō
Les rebelles, environ 3 000 personnes, ont atteint Hokkaidō en octobre 1868. Ils ont débarqué dans la baie de Takanoki le 20 octobre. Toshizo Hijikata et Keisuke Otori ont chacun mené une colonne jusqu'à Hakodate. Ils ont éliminé la résistance du domaine de Matsumae qui avait déclaré sa fidélité au nouveau gouvernement Meiji puis se sont regroupés dans la forteresse du Goryokaku le 26 octobre, qui est devenue le quartier général de l'armée rebelle.
Diverses expéditions ont alors été organisées pour prendre le contrôle total de la péninsule méridionale de Hokkaidō. Le 5 novembre, Hijikata, avec 800 hommes et les navires Kaiten (en) et Banryū (en), a occupé le château de Matsumae. Le 14 novembre, Hijikata et Matsudaira ont convergé sur la ville d'Esashi, avec l'appui du navire amiral Kaiyō Maru, et du bateau de transport Shinsoku (en). Cependant, le Kaiyō Maru fut perdu dans une tempête au large d'Esashi, et le Shinsoku coula lui aussi alors qu'il venait l'aider. Ce fut un coup terrible pour les forces rebelles.

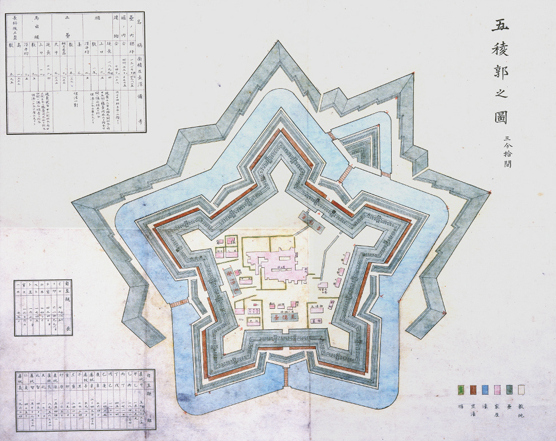
La forteresse du Goryokaku, quartier-général de l'armée rebelle.

Après avoir éliminé toute la résistance locale, les rebelles fondèrent la république d'Ezo le 25 décembre. L'organisation de ce gouvernement était calqué sur celui des États-Unis et Takeaki Enomoto en devint le président (総裁). Les gouvernements français et britannique reconnurent la nouvelle république mais pas le gouvernement de Meiji à Tokyo.
Un réseau de défense fut établi autour de Hakodate en prévision d'une attaque de l'armée impériale. Les troupes rebelles étaient dirigées par un commandement franco-japonais, avec Keisuke Otori pour commandant en chef, secondé par Jules Brunet. Et chacune des quatre brigades était commandée par un Français (Fortant, Marlin, Cazeneuve, Bouffier), secondé par huit officiers japonais. Deux autres ex-officiers de la marine française ont rejoint les rebelles, Eugène Collache et Henri Nicol. Collache a été chargé de construire des défenses fortifiées le long des volcans se trouvant autour de Hakodate, alors que Nicol devait réorganiser la marine.
Dans l'intervalle, une flotte impériale avait été rapidement réunie autour du vaisseau de guerre Kōtetsu, qui avait été acheté aux États-Unis. Les bateaux impériaux étaient le Kasuga (en), le Hiryū, le Teibo (en), le Yoshun et le Moshun (en), qui étaient fournis par les domaines de Saga, de Chōshū et de Satsuma. La flotte quitta Tokyo le 9 mars 1869 et se dirigea vers le nord.

### Bataille de baie de Miyako

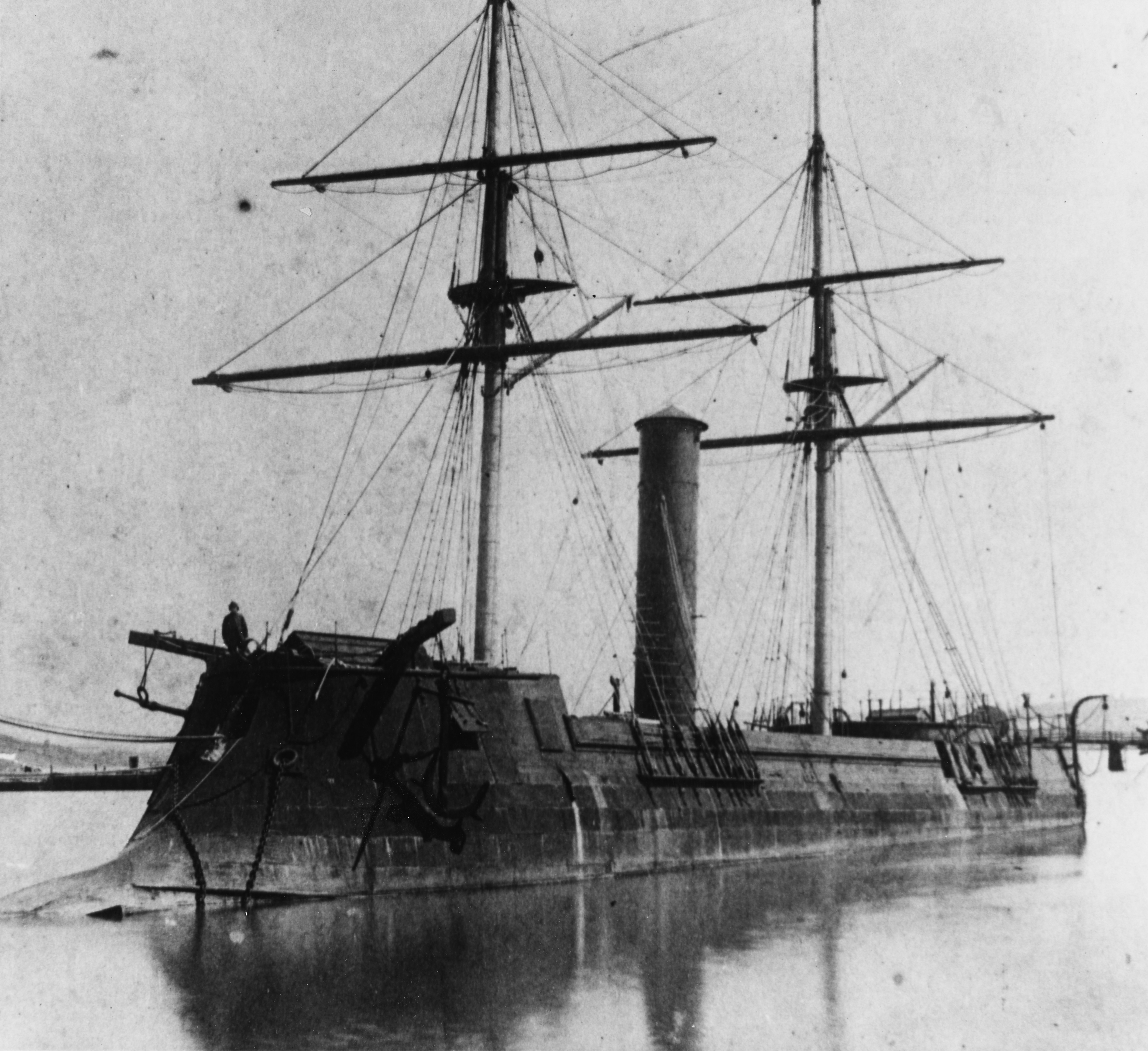
Le Kōtetsu, navire à la technique révolutionnaire.

La marine impériale a atteint le port de Miyako le 20 mars. Prévoyant son arrivée, les rebelles ont organisé un plan audacieux pour s'emparer du puissant Kōtetsu.
Trois navires de guerre ont été dépêchés pour une attaque surprise, dans ce qui s'appelle la bataille de la baie de Miyako. Il y avait le Kaiten (en), sur lequel était embarqué un corps d'élite du Shinsen Gumi ainsi que l'ex-officier français Henri Nicol, le Banryū (en), avec un Français nommé Clateau, et le Takao (en), avec le Français Eugène Collache. Pour surprendre davantage, le Kaiten est entré dans le port de Miyako avec un drapeau américain. Il a élevé le drapeau de la république d'Ezo quelques secondes avant d'aborder le Kōtetsu. L'équipage de celui-ci est parvenu à repousser l'attaque grâce à une Gatling, causant des pertes énormes aux attaquants. Deux des navires rebelles ont réussir à s'enfuir mais le Takao (en) s'est échoué et a été sabordé par son propre équipage.

### Débarquement des forces impériales
L'armée impériale, environ 7 000 hommes, a finalement débarqué sur l'île de Hokkaidō le 9 avril 1869. Elle a progressivement éliminé des positions défensives jusqu'à ce qu'elle atteigne la forteresse du Goryokaku et de Benten Daiba près de la ville de Hakodate.
La bataille de la baie de Hakodate (mai 1869) fut la première bataille navale entre des marines modernes au Japon.
Avant la reddition finale, les conseillers militaires français de la république d'Ezo se sont sauvés sur un navire de guerre français, le Coëtlogon (fi), avec lequel ils ont rallié Yokohama puis, de là, la France.
Après avoir perdu près la moitié de ses hommes et la plupart de ses navires, la république d'Ezo s'est rendue au gouvernement de Meiji le 27 juin 1869.

## Conséquences

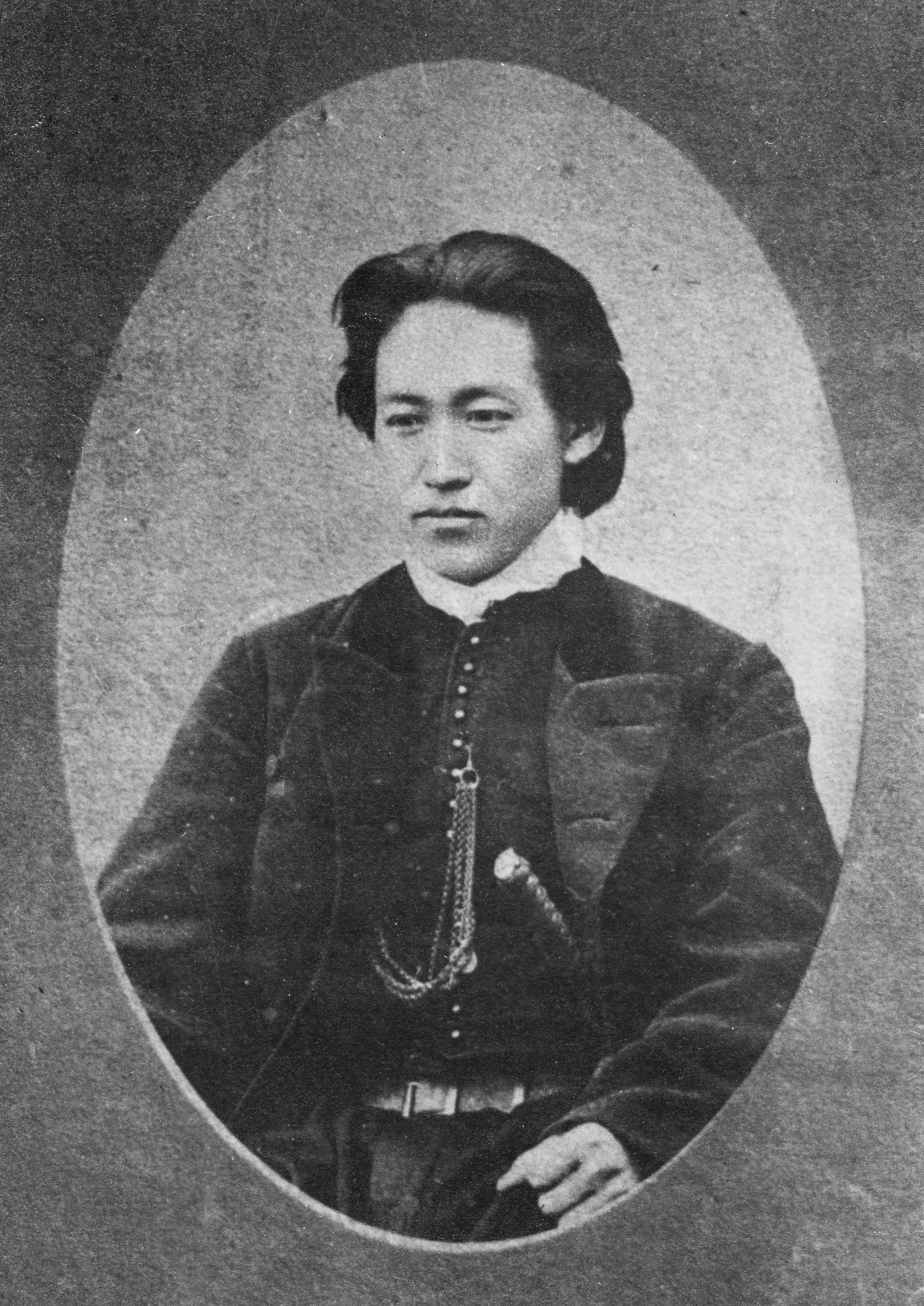
Toshizo Hijikata, dirigeant du Shinsen Gumi, a combattu contre les forces impériales et est mort à la bataille de Hakodate.

La bataille a marqué la fin du vieux régime féodal au Japon et l'extinction de la résistance armée à la restauration de Meiji. Après quelques années en prison, plusieurs des chefs de la rébellion ont été graciés et ont poursuivi des carrières brillantes dans le nouveau Japon unifié : Takeaki Enomoto est devenu plusieurs fois ministre pendant l'ère Meiji.
Le nouveau gouvernement impérial, maintenant incontesté, a créé de nombreuses nouvelles institutions juste après la fin du conflit. La Marine impériale japonaise en particulier a été officiellement fondée en juillet 1869 et a intégré plusieurs des combattants et des bateaux qui avaient participé à la bataille de Hakodate.
Le futur amiral Heihachiro Togo, héros de la bataille de Tsushima en 1905, a participé à la bataille en tant que canonnier à bord du Kasuga.

## Représentations de la bataille
Bien que la bataille de Hakodate ait impliqué une partie de l'armement le plus moderne de l'époque (navires de guerre à vapeur, et même un vaisseau de guerre blindé, concept apparu à peine 10 ans plus tôt), des mitrailleuses Gatling, des canons Armstrong, des uniformes et des méthodes de combat modernes, la plupart des représentations japonaises de la bataille dans les quelques années après la restauration de Meiji montrent une vision anachronique du combat avec des samouraïs traditionnels avec des épées, probablement afin d'essayer d'idéaliser le conflit, ou de minimiser la modernisation déjà réalisée au cours de la période du Bakumatsu (1853-1868).

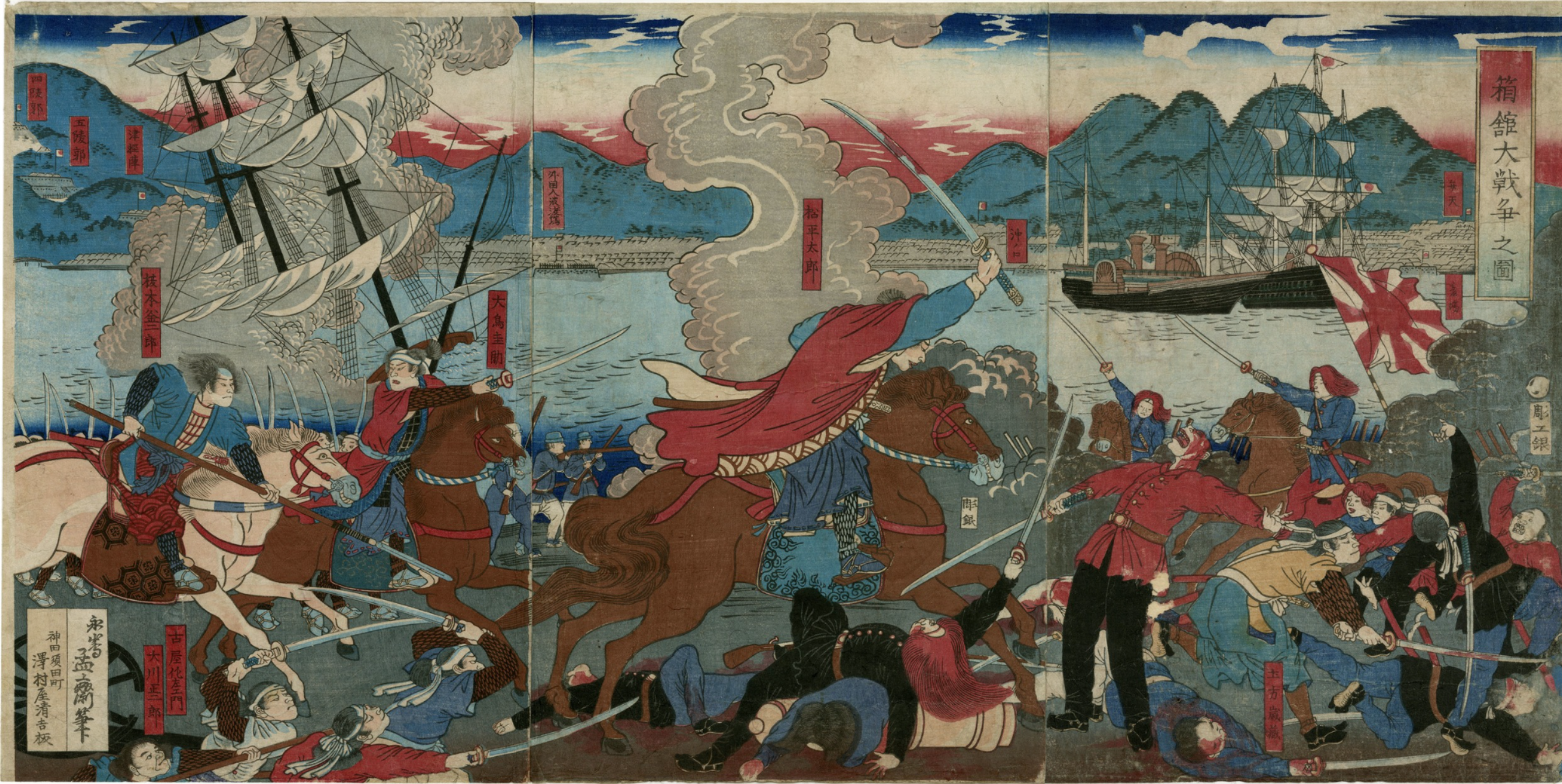
Une interprétation japonaise de la bataille de Hakodate (函館戦争の図) de 1880. Une charge de cavalerie, avec un bateau à voile qui coule à l'arrière-plan, est menée par les chefs de la rébellion, de gauche à droite, Takeaki (Kinjiro) Enomoto, Keisuke Otori, Taro Matsudaira. Le samouraï en jaune est Toshizo Hijikata. Des soldats français sont visibles derrière la charge de cavalerie avec des pantalons blancs. Les troupes impériales avec des uniformes modernes sont du côté droit (les perruques « d'ours rouge » (赤熊, Shaguma) indiquent des soldats de Tosa (les perruques « d'ours blanc » (白熊, Haguma) ceux de Chōshū, celles « d'ours noir » (黒熊, Koguma) ceux de Satsuma), avec un navire de guerre moderne à l'arrière-plan.

## Signification

### Participation française
La bataille de Hakodate révèle également une période de l'histoire du Japon où la France s'est fortement impliquée dans les affaires japonaises. De même, les actions des Britanniques et des Américains au Japon étaient importantes mais moins visibles que celles des Français. Cette participation française fait partie d'un politique étrangère plus large, et souvent désastreuse, de l'empire français sous Napoléon III, et a suivi l'intervention française au Mexique. Les membres de la mission française qui ont suivi leurs alliés japonais jusqu'à Hokkaidō avaient préalablement démissionné ou déserté l'armée française avant de les accompagner. Bien qu'ils aient été rapidement graciés à leur retour en France, pour certains, tel Jules Brunet qui a commencé une brillante carrière, leur participation n'était pas préméditée ou politiquement guidée, mais était plutôt une question de choix personnel et de conviction. Bien que défaite dans ce conflit, et encore défaite pendant la guerre franco-prussienne, la France a continué de jouer un rôle important dans la modernisation du Japon : une deuxième mission militaire a été envoyée en 1872, et la première véritable flotte moderne de la marine impériale japonaise a été construite sous les directives de l'ingénieur français Émile Bertin dans les années 1880.

### Modernisation
Bien que la modernisation du Japon soit généralement exposée comme commençant pendant la période de Meiji (1868), elle a réellement commencé plus tôt à partir d'environ 1853 pendant les dernières années du shogunat Tokugawa (la période du Bakumatsu). La bataille de Hakodate de 1869 montre deux adversaires équipés de matériel moderne, où la puissance de la vapeur et des armes joue le rôle principal, bien que quelques éléments militaires traditionnels soient clairement demeurés. Beaucoup de connaissances scientifiques et technologiques occidentales étaient déjà entrées au Japon depuis 1720 environ avec le rangaku, l'étude des sciences occidentales, et depuis 1853, le shogunat Tokugawa avait été occupé à moderniser le pays et à l'ouvrir à l'influence étrangère. Dans une certaine mesure, le mouvement de la restauration, fondé sur l'idéologie du Sonnō jōi, était une réaction à cette modernisation, bien que, à la fin, l'empereur Meiji ait choisi de suivre une politique semblable sous le principe de Fukoku kyōhei (« pays riche, armée forte »). Certains des anciens défenseurs de Satsuma, telle que Takamori Saigō, se révolteront contre cette situation, menant à la rébellion de Satsuma en 1877.